# جیمز رابرتسن جاستیس
جیمز رابرتسن جاستیس (انگلیسی: James Robertson Justice; ۱۵ ژوئن ۱۹۰۷ – ۲ ژوئیهٔ ۱۹۷۵) یک هنرپیشه، پرنده‌شناس، روزنامه‌نگار، و بازیکن هاکی روی یخ اهل بریتانیا بود.

## فیلم‌شناسی
از فیلم‌ها یا برنامه‌های تلویزیونی که وی در آن نقش داشته‌است می‌توان به کشتی راهنما، توپ‌های ناوارون، بی‌نوایان، بانوی خوشگذران اشاره کرد.